# Mitteldeutscher Rundfunk

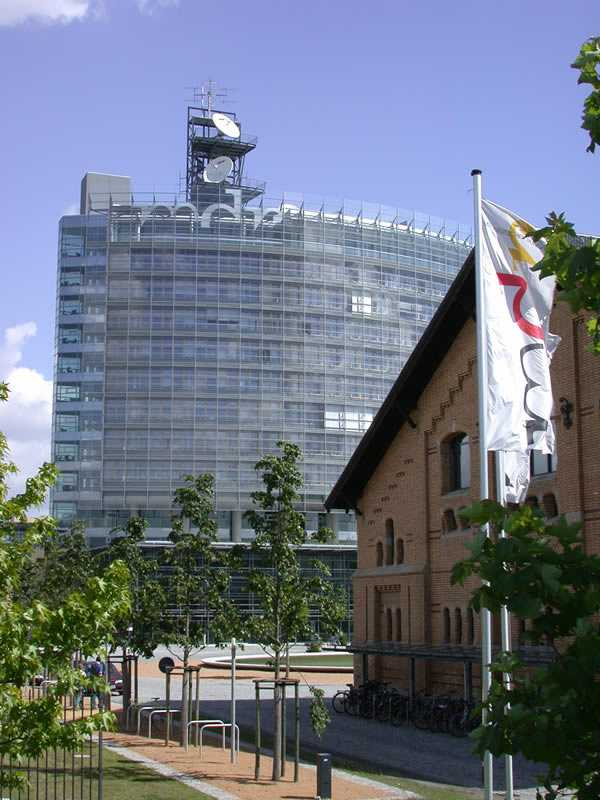
MDR-Zentrale in Leipzig

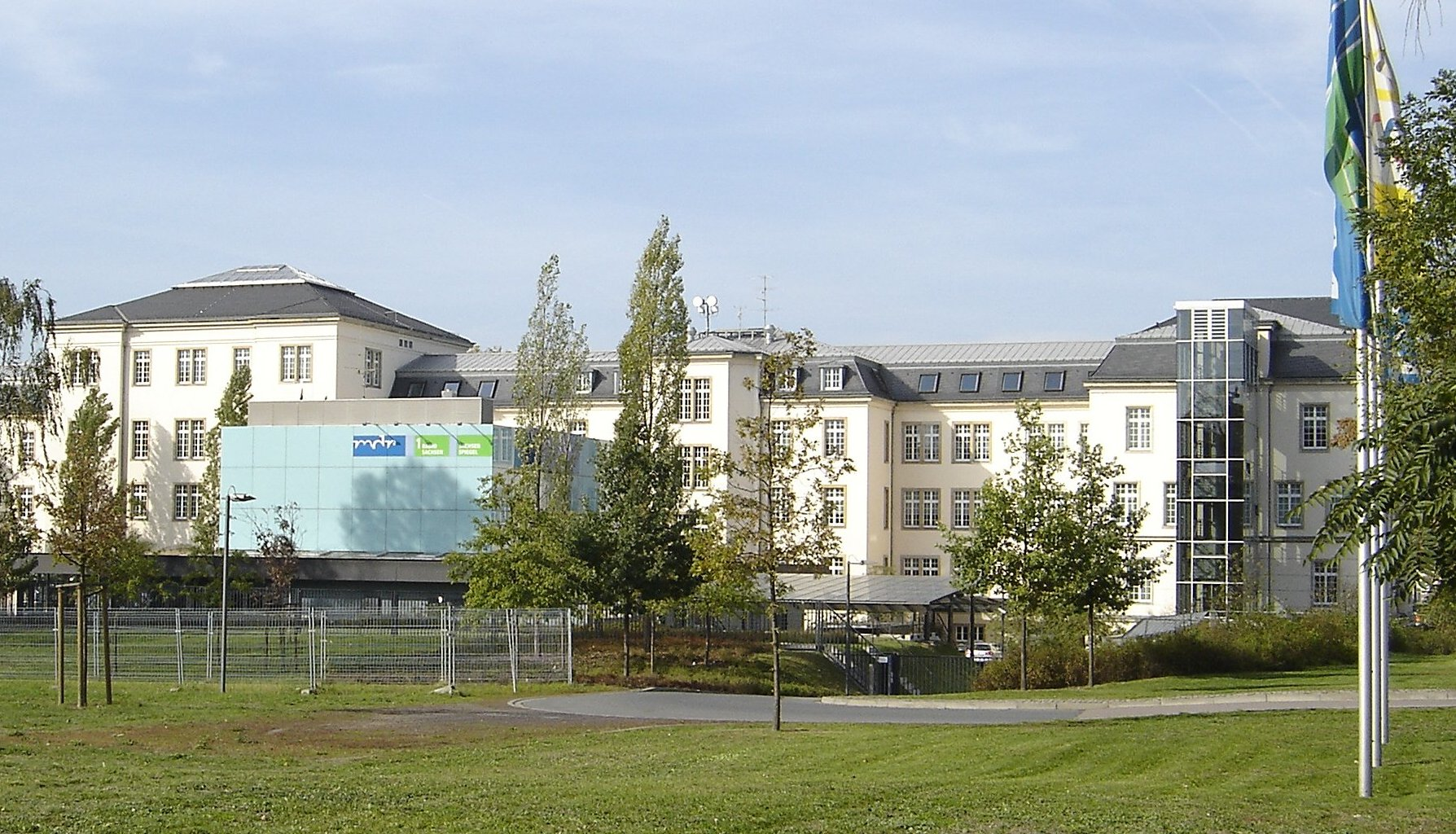
MDR-Landesfunkhaus in Dresden

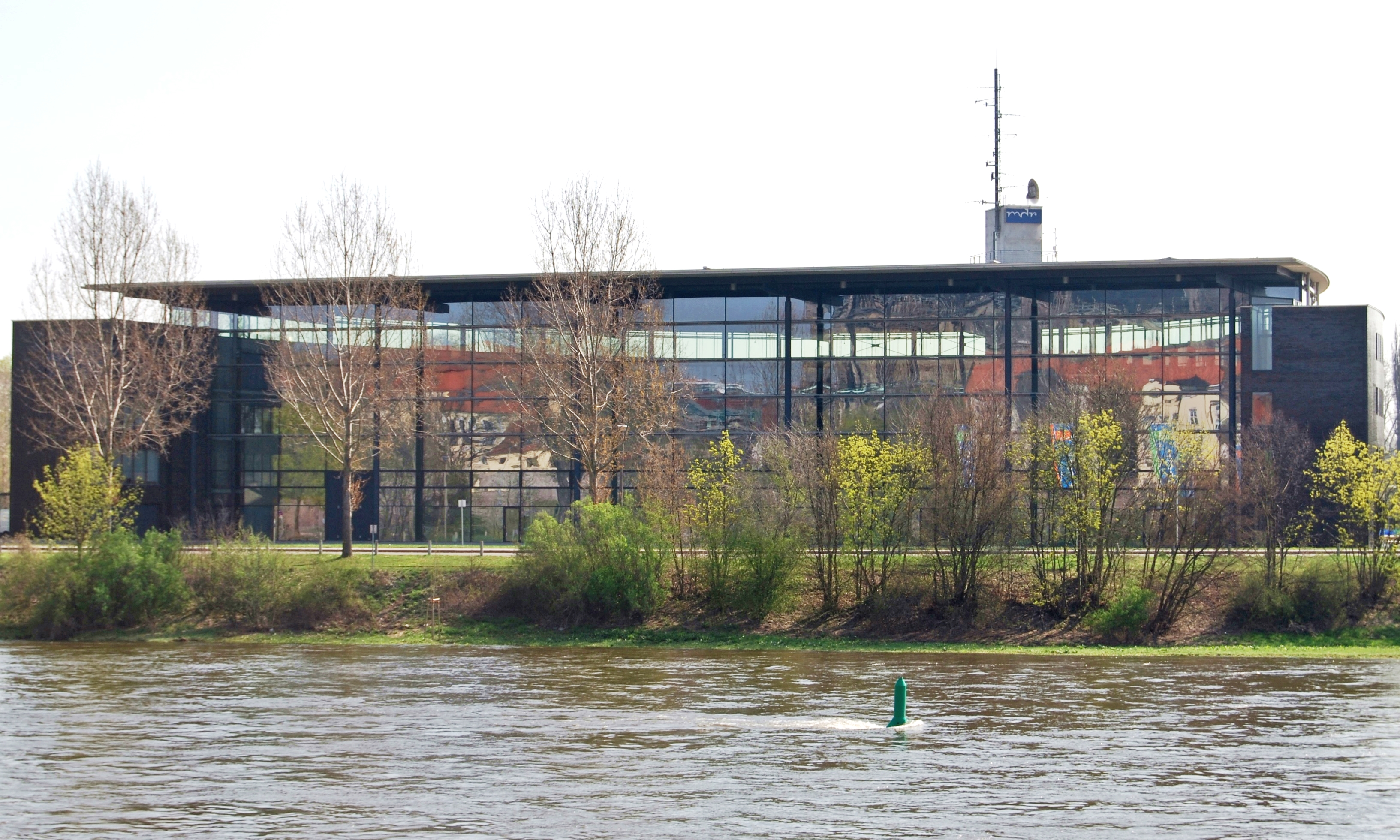
Landesfunkhaus Sachsen-Anhalt

Der Mitteldeutsche Rundfunk (MDR) ist die Landesrundfunkanstalt für das Land Sachsen-Anhalt sowie für die Freistaaten Sachsen und Thüringen (Hörfunk, Fernsehen und Telemedien). Er ist Mitglied der ARD und hat die Rechtsform einer Anstalt des öffentlichen Rechts. Er ersetzte ab 1992 die im Zuge der deutschen Wiedervereinigung aufgelösten Rundfunk- und Fernsehsender der DDR im südlichen bzw. südwestlichen Teil ihres früheren Sendegebietes. Die Sendegebiete der Länder Berlin, Brandenburg und Mecklenburg-Vorpommern wurden vom SFB, ORB und NDR übernommen (wobei die beiden Ersteren inzwischen zum RBB zusammengeschlossen wurden).
Die Anstalt hat ihren im MDR-Staatsvertrag festgelegten Sitz in Leipzig. Die Zentrale des Senders sowie vorwiegend das Fernsehen sind auf dem Gelände des ehemaligen Schlachthofs in Leipzig-Süd am Ende der Kantstraße beheimatet.
Die zentralen Hörfunkprogramme MDR Jump, MDR Sputnik, MDR Kultur, MDR Klassik und MDR Tweens senden aus der Programmdirektion in Halle (Saale). In den Landeshauptstädten Dresden, Erfurt und Magdeburg befinden sich die Landesfunkhäuser, die eigenständige Radioprogramme sowie täglich regionale Magazine im Fernsehen (Sachsenspiegel, Sachsen-Anhalt heute, Thüringen Journal) für die drei Bundesländer ausstrahlen. MDR Schlagerwelt wird im Landesfunkhaus Thüringen produziert. Zudem befindet sich ein von MDR Klassik und MDR Kultur genutztes Hörfunkstudio am Leipziger Augustusplatz. MDR Aktuell – Das Nachrichtenradio wird seit 7. Juli 2021 in der Zentrale in Leipzig produziert.

## Auftrag
Der MDR ist die Landesrundfunkanstalt für die Länder Sachsen, Sachsen-Anhalt und Thüringen. Sein Programm soll die Einwohner dieser Länder unabhängig informieren, unterhalten und ihnen Beiträge zur Kultur anbieten.
Am 30. Mai 1991 unterzeichneten die damaligen Ministerpräsidenten der drei Länder den Staatsvertrag über den Mitteldeutschen Rundfunk.

## Geschichte

MIRAG

Logo von 1992 bis 2003

Logo bis 31. Dezember 2016

Aktuelles Logo seit 1. Januar 2017 mit ARD-Dachmarke

Der Mitteldeutsche Rundfunk hat seine Ursprünge in der 1924 gegründeten Mitteldeutschen Rundfunk AG (MIRAG). Diese gehörte nach der Einführung des Unterhaltungsrundfunks in Deutschland zu den ersten großen überregionalen Rundfunkgesellschaften. Nach der Gleichschaltung des Rundfunks in der Zeit des Nationalsozialismus erfolgte am 28. Februar 1933 mit Wirkung zum 1. März 1933 die Umwandlung in eine GmbH unter dem Namen Mitteldeutsche Rundfunk G.m.b.H., Leipzig, welche zum 1. April 1934 in eine Filiale der Reichs-Rundfunk-Gesellschaft mbH. unter dem Namen Reichssender Leipzig umgewandelt wurde. Die GmbH wurde danach liquidiert und bestand bis zum 17. August 1935. Der Programmbetrieb des Reichssenders Leipzig endete im März 1945.
Nach dem Ende des Zweiten Weltkrieges lizenzierte die sowjetische Besatzungsmacht 1945 übergangsweise „Radio Leipzig“, das nur wenige Monate bestand, bevor der Mitteldeutsche Rundfunk erneut gegründet wurde. Am 4. Juni 1946 nahm das neue Programm „Mitteldeutscher Rundfunk, Sender Leipzig“ im neuen Funkhaus Springerstraße seinen Betrieb auf.  Eigentümer und Rechtsträger war die Zentralverwaltung für Volksbildung, Berlin W 8, Wilhelmstraße 68. Dem Mitteldeutschen Rundfunk wurden bald darauf die Landessender Dresden, Halle und Weimar sowie die Studios Chemnitz und Magdeburg angeschlossen. In dieser zweiten Ära eines eigenständigen Mitteldeutschen Rundfunks konnte die traditionsreiche Leipziger Hörspielproduktion mit Ursendungen wie Der brave Soldat Schwejk von Jaroslav Hašek (Regie: Carl Nagel, mit Karl Hellmer, Wolf Kaiser, Maximilian Larsen, 7. Juni 1950) oder Herhören, hier spricht Jesus Hackenberger von Walter Karl Schweikert (Komposition: Curt Beilschmidt, Regie: Werner Wieland, mit Willy A. Kleinau, Robert Aßmann, 13. Juli 1951) Akzente setzen, die in ganz Deutschland Beachtung fanden.
Im Jahr 1952 erfolgte die Zentralisierung der DDR und die Ersetzung der fünf Länder durch Bezirke. Hierbei wurde auch der DDR-Rundfunk vereinheitlicht und in Berlin zentriert. Fortan wurden alle Haupt-Hörfunkprogramme der DDR im neuen Funkhaus Nalepastraße in Berlin-Oberschöneweide produziert, während die Produktion des Fernsehprogramms nur noch in Berlin-Adlershof stattfand.
Im September 1952 wurde das Programm „Sender Leipzig“ schlicht zum Unterhaltungsprogramm „Berlin III“ umgewandelt. Doch wurde bereits im August 1953 die Rundfunkstruktur reorganisiert, sodass es nunmehr die Programme Deutschlandsender, Berliner Rundfunk und Radio DDR gab. 1956 wurde das Regionalprogramm von Radio DDR, „Sender Leipzig“, eingeführt. In Leipzig sendete man für Radio DDR ein Programmfenster, dessen Sendezeit schrittweise auf elf Stunden ausgedehnt wurde (zuletzt 1989) und die Radio-DDR-Messewelle, die jeweils zur Frühjahrs- und Herbstmesse in Leipzig von 7 bis 19 Uhr auf Sendung war, später bis 20 Uhr. In den anderen ehemaligen großen Regionalstudios des Mitteldeutschen Rundfunks in Dresden, Halle und Weimar wurden ebenfalls Regionalprogramme hergestellt.
Im Juli 1990 wurde eine Dezentralisierung vorgenommen. Aus den Landessendern gingen drei neue regionale Anstalten hervor, die bis Ende 1991 sendeten: in Sachsen „Sachsen Radio“, in Sachsen-Anhalt „Radio Sachsen-Anhalt“ und in Thüringen „Thüringer Rundfunk“. Mit der Novelle des Rundfunkstaatsvertrages für die fünf neuen Länder nach der Wiedervereinigung wurde am 31. Mai 1991 der Mitteldeutsche Rundfunk (MDR) als Dreiländeranstalt für die Länder Sachsen, Sachsen-Anhalt und Thüringen gegründet.
Der MDR nahm am 1. Januar 1992 um 0 Uhr – unmittelbar nach dem Sendeschluss des DFF – den Sendebetrieb auf. Eigentlich durfte der DFF keine Sekunde nach Mitternacht weiter senden – doch bis tatsächlich umgeschaltet wurde, vergingen einige Sekunden. Über einige Sender, die nun das Programm des MDR-Fernsehens ausstrahlten (u. a. Brocken, Dresden), wurde anschließend minutenlang das Bild des MDR mit dem Ton des ORB und seinem Intendanten Hansjürgen Rosenbauer gesendet.
Der erste Fernsehdirektor des MDR wurde Henning Röhl, der bisherige Chefredakteur von ARD-aktuell (Tagesschau und Tagesthemen). Das Programm ist seit dem 27. August 1993 auch über Satellit europaweit zu empfangen und seit 1992 beteiligt sich der MDR auch am ARD-Gemeinschaftsprogramm.
Im Hörfunk starteten am 1. Januar 1992 die drei Landes-Programme MDR 1 Radio Sachsen, MDR 1 Radio Sachsen-Anhalt und MDR 1 Radio Thüringen, das Popmusik-, Service- und Unterhaltungsprogramm MDR Life, das Informationsprogramm MDR Info, MDR Kultur und das vom DDR-Rundfunk übernommene Jugendprogramm DT64.
Im Februar 1993 bezog der MDR ein erstes rekonstruiertes Gebäude auf dem Gelände des ehemaligen Leipziger Schlachthofgeländes: die Alte Börse. Viele weitere Gebäude wurden restauriert und in ein neues Ensemble eingebettet. Am 14. Mai 2000 wurde erstmals aus der neuen MDR-Zentrale gesendet.
Am 1. Mai 1993 wurde Jugendradio DT 64 in das Programm MDR Sputnik überführt, das seit 1. März 1993 über Satellit ausgestrahlt wurde. Am 1. Januar 2000 wurde das Unterhaltungsprogramm MDR Life wegen Erfolglosigkeit vom neuen Hörfunkprogramm Jump FM, später Jump und jetzt MDR Jump abgelöst. MDR Klassik nahm am 6. Mai 2002 den Sendebetrieb auf. Am 1. Januar 2004 wurde das Kulturprogramm MDR Kultur in MDR Figaro umbenannt. Im Zuge dessen erfolgte auch eine Reformierung des Programms von MDR Figaro, das großen Wert sowohl auf die abendländische Kunstmusik als auch auf Popmusik legt. 2016 wurde die Umbenennung rückgängig gemacht.
Mitte April 2001 geriet der MDR in die Medienkritik, als Berichte über mögliche Millionenverluste bei Finanzgeschäften zu kursieren begannen. In einer öffentlichen Stellungnahme widersprach der MDR den Vorwürfen, Rundfunkgebühren in riskante Wertpapiere investiert zu haben. Das Finanzgebaren des Senders wurde von Landespolitikern verschiedener Parteien kritisiert.
Im Oktober 2015 wurde in der Presse über Pläne der von den Parteien Die Linke, SPD und Bündnis 90/Die Grünen gebildeten Landesregierung Thüringens berichtet, aus dem MDR-Staatsvertrag auszutreten und dem HR beizutreten.
Die Mitarbeiter der MDR-Standorte Leipzig, Dresden und Halle traten vom 4. bis 6. September 2017 in einen Warnstreik. Sie forderten Gehaltserhöhungen und den in der ARD üblichen Familienzuschlag. Der Streik bewirkte, dass die Fernsehsendungen Brisant, MDR um 4 und MDR aktuell ausfielen bzw. in reduzierter Form gesendet wurden. Auch der Radiobetrieb war am 6. September gestört: So sendete MDR aktuell kurzzeitig das Programm von B5 aktuell.

## Organisation und Finanzen
Die rechtliche Vertretung und Leitung der Rundfunkanstalt nimmt der Intendant wahr, der durch den Rundfunkrat ernannt wird. Derzeit ist Ralf Ludwig Intendant des MDR. Er wurde durch den MDR-Rundfunkrat im März 2023 gewählt und trat sein Amt am 1. November 2023 an.
Zuvor waren von 1991 bis 2011 Udo Reiter und von 2011 bis 2023 Karola Wille die Intendanten des MDR.
Dem Intendanten unterstellt sind acht Direktoren, die für folgende Aufgabengebiete verantwortlich sind:
- Jana Brandt – Programmdirektorin Halle[16] und kommissarische Leiterin Programmdirektion Leipzig
- Sandro Viroli – Landesfunkhaus Sachsen[17]
- Tim Herden – Landesfunkhaus Sachsen-Anhalt[18]
- Astrid Plenk – Landesfunkhaus Thüringen[17]
- Ulrich Liebenow – Betriebsdirektor[19]
- Jens-Ole Schröder – Juristischer Direktor[20]
- Ivonne Bloche – Verwaltungsdirektorin[17]

Der MDR beschäftigte im Jahr 2021 insgesamt 2191 feste und 1652 arbeitnehmerähnliche Beschäftigte. Die Gesamterträge des MDR aus dem Rundfunkbeitrag betrugen im Jahr 2021 610,4 Millionen Euro.

## Programme des MDR
Der MDR veranstaltet heute folgende Fernseh- und Hörfunkprogramme:

### Fernsehen
| Fernsehsender                                     | Fernsehsender | Schwerpunkt |
| ------------------------------------------------- | ------------- | --- |
| Eigenständig produzierte Programme                |               | |
|                                                   | MDR Fernsehen | Vollprogramm für Sachsen, Sachsen-Anhalt und Thüringen in drei regionalen Varianten für die einzelnen Bundesländer, mit regionalen Programmfenstern |
| Gemeinschaftsprogramme unter Federführung des MDR |               | |
|                                                   | KiKA          | Kinder- und Jugendkanal von ARD und ZDF |
| Zulieferung zu Gemeinschaftsprogrammen            |               | |
|                                                   | Das Erste     | Gemeinschaftsprogramm der ARD-Anstalten |
|                                                   | One           | Digitales ARD-Programm für junge Erwachsene |
|                                                   | Tagesschau24  | Digitaler Nachrichtenkanal, ehemals EinsExtra |
|                                                   | Arte          | Deutsch-französisches Kulturprogramm |
|                                                   | 3sat          | Kulturelles Gemeinschaftsprogramm von ARD, ZDF, ORF und SRG SSR                                                                                     |
|                                                   | Phoenix       | Ereignis- und Dokumentationskanal von ARD und ZDF                                                                                                   |

### Fernsehproduktionen

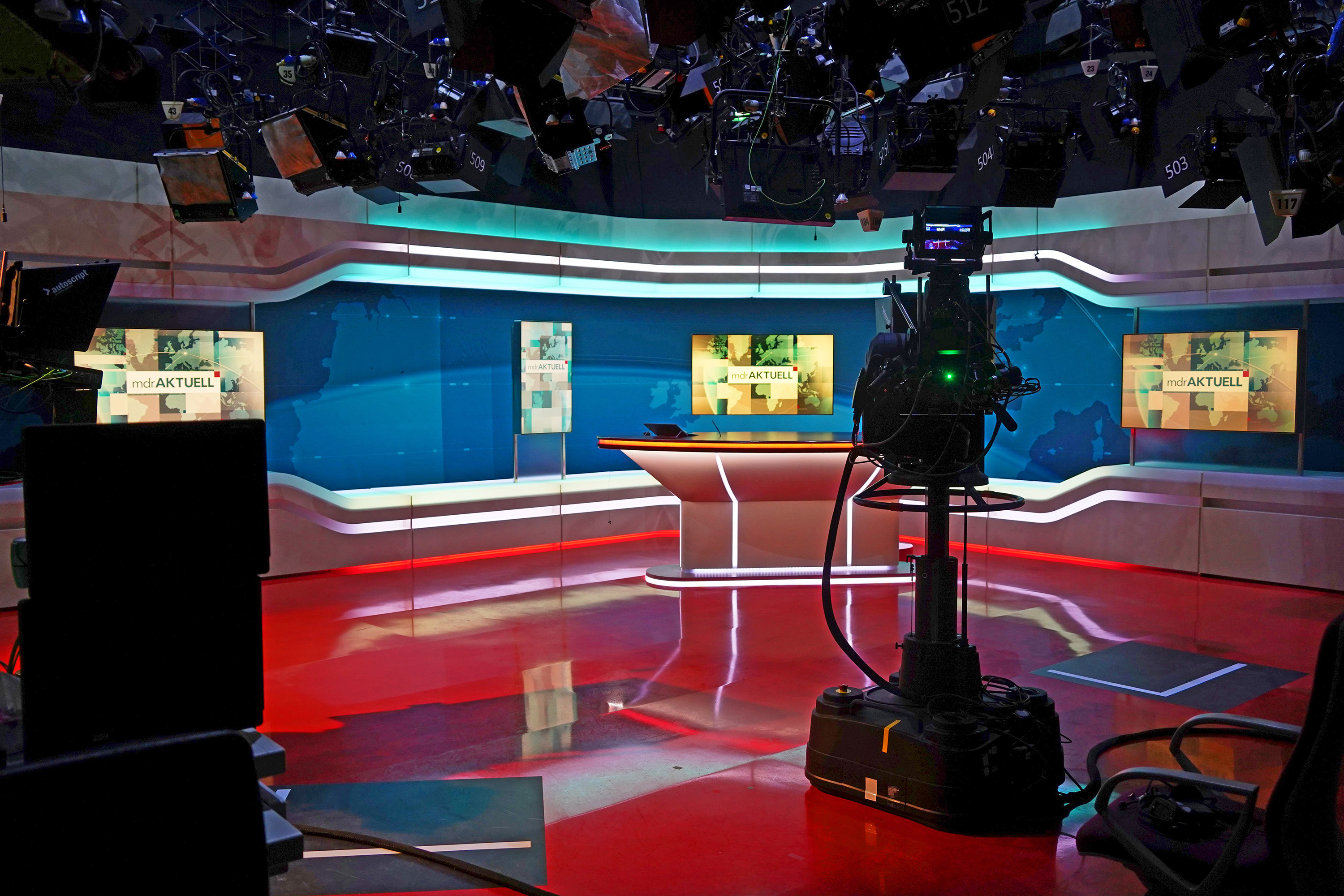
Aktuelle Dekoration der Sendung MDR aktuell auf dem MDR-Gelände Leipzig

Der MDR produziert für die ARD unter anderem Kriminalfilme der Sendereihen Tatort und Polizeiruf 110, die erfolgreiche Krankenhausserie In aller Freundschaft, Familie Dr. Kleist sowie die Tierfilm-Reihen Elefant, Tiger & Co., Abenteuer Zoo, Deutschlands wilde Tiere und Europas wilder Osten, außerdem das werktägliche Boulevard-Magazin Brisant.
Die höchsten Einschaltquoten von bis zu 30 Prozent im Sendegebiet erreicht das MDR-Fernsehen mit seinen täglichen Ländermagazinen Sachsenspiegel, Sachsen-Anhalt heute und MDR Thüringen Journal. Die 30-minütigen Nachrichtenmagazine werden zeitgleich in regionaler Aufteilung live um 19:00 Uhr ausgestrahlt. Danach folgt die Nachrichtensendung MDR aktuell um 19:30 Uhr aus Leipzig.
Beliebt sind auch die wochentäglichen Nachmittagssendungen MDR um 2 von 14:00 bis 15:00 Uhr sowie ab 16:00 Uhr die zum Familien-Tagesprogramm gehörende Live-Sendung MDR um 4. Sonntags um 19:50 Uhr bittet die Polizei bei Kripo live um Mithilfe. Montags werden in der Sendung Mach dich ran um 19:50 Uhr Tagesaufgaben für Zuschauer gelöst, die bei Problemen selbst nicht mehr weiterwissen. Anhaltender Beliebtheit erfreute sich die Dokumentationsreihe Geschichte Mitteldeutschlands sowie das gleichnamige Magazin. Es wurde 14-täglich um 21:15 Uhr im MDR-Fernsehen ausgestrahlt und von Grimme-Preisträger Gunter Schoß moderiert. Seit 2015 moderiert Mirko Drotschmann die Nachfolgesendung MDR Zeitreise. Es ist bislang das einzige Geschichtsmagazin im Bereich der ARD-Sendeanstalten. Einzelne Regionen des Sendegebietes stellt Axel Bulthaupt seit 2013 in der Reihe Sagenhaft vor.
Die Übertragung der Olympischen Winterspiele in Vancouver 2010 produzierte der MDR als federführender Sender stellvertretend für die ARD.
Im Jahr 2011 wurde das Erfindermagazin Einfach genial mit der Rudolf-Diesel-Medaille für die „Beste Medienkommunikation“ in der „Hall of Fame“ im Deutschen Museum in München ausgezeichnet.

### Hörfunk
| Hörfunksender                                     | Hörfunksender             | Schwerpunkt |
| ------------------------------------------------- | ------------------------- | --- |
| MDR-Landesprogramme                               |                           | |
|                                                   | MDR Sachsen               | Oldieorientiert, regionaler Fokus auf Sachsen                                                                                    |
|                                                   | MDR Sachsen-Anhalt        | Oldieorientiert, regionaler Fokus auf Sachsen-Anhalt                                                                             |
|                                                   | MDR Thüringen – Das Radio | Oldieorientiert, regionaler Fokus auf Thüringen                                                                                  |
|                                                   | MDR Aktuell               | Nachrichten- und Informationsprogramm (zwischen 1992 und 2016 MDR Info)                                                          |
|                                                   | MDR Jump                  | Pop- und Servicewelle (vormals MDR Life und Jump)                                                                                |
|                                                   | MDR Klassik**             | klassische Musik, kulturelle Berichterstattung                                                                                   |
|                                                   | MDR Kultur                | kulturelles Unterhaltungsprogramm mit Pop, Rock, Oldies, Jazz und klassischer Musik (zwischen 2004 und 2016 MDR Figaro)          |
|                                                   | MDR Schlagerwelt**        | Schlagerprogramm mit regionalem Wortanteil                                                                                       |
|                                                   | MDR Sputnik*              | Jugendradio (vormals DT64) |
|                                                   | MDR Tweens**              | Kinderradio für 8- bis 13-Jährige                                                                                                |
| Gemeinschaftsprogramme unter Federführung des MDR |                           | |
|                                                   | ARD-Hitnacht              | Gemeinsames Nachtprogramm der Oldie- und Landes-Hörfunkprogramme der ARD, im wöchentlichen Wechsel von den drei MDR-Landeswellen |
| Sonderprogramme                                   |                           | |
|                                                   | Sorbischer Rundfunk       | Programm in den sorbischen Sprachen, in Zusammenarbeit mit dem rbb                                                               |
|                                                   | MDR Sachsen Extra***      | Eventkanal mit Live-Übertragungen aus dem Sächsischen Landtag sowie Fußballvollreportagen (Mantelprogramm ist MDR Sachsen)       |

* nur digital, im Kabel und im Internet, via UKW nur in Leipzig und Sachsen-Anhalt, ** nur digital und im Internet, *** nur digital via DAB+, **** nur im Internet
Webchannels
- MDR Jump In The Mix Channel
- MDR Jump Rock Channel
- MDR Jump Trend Channel
- MDR Kultur Klassik im Konzert
- MDR Sputnik Black
- MDR Sputnik Club
- MDR Sputnik Firstplay
- MDR Sputnik Popkult
- MDR Sputnik Roboton
- MDR Sputnik Rock
- MDR Sputnik Soundcheck

## Orchester und Chöre des MDR

### MDR-Sinfonieorchester
Das MDR-Sinfonieorchester wurde 1915 gegründet und 1924 in das Rundfunk-Sinfonieorchester Leipzig überführt. Von 2012 bis 2018 war Kristjan Järvi sein Chefdirigent.

### MDR-Rundfunkchor Leipzig
Gegründet 1946 als Rundfunkchor Leipzig, ist der MDR-Rundfunkchor heute der größte professionelle Konzertchor Deutschlands. Im Januar 2020 hatte Philipp Ahmann die künstlerische Leitung des Chors für zunächst vier Jahre übernommen, im November 2022 wurde sein Vertrag vorzeitig bis Mitte 2025 verlängert. Mit Ende der Spielzeit schied Ahmann aus. Neuer Chefdirigent für zunächst drei Jahre wird ab August 2025 der Katalane Josep Vila i Casañas (* 1966), der bereits seit 2022 regelmäßig beim Rundfunkchor gastierte. Sein erstes Konzert in der neuen Rolle wird er am 14. September 2025 im Gewandhaus zu Leipzig mit dem Oratorium Die Schöpfung von Joseph Haydn geben.

### MDR-Kinderchor
Der MDR-Kinderchor ist der einzige Kinderchor der ARD. Er wurde 1948 von Hans Sandig gegründet und besteht aus etwa 120 Sängern im Alter von sechs bis neunzehn Jahren. Seit 1990 lag die künstlerische Verantwortung beim Dirigenten Gunter Berger. Von 2011 bis 2017 hatte Ulrich Kaiser das Amt inne. Seit dem 1. Januar 2018 ist Alexander Schmitt der künstlerische Leiter des Kinderchores.

## Konzerte
Der Sender richtet jährlich den MDR-Musiksommer aus und organisiert eine gesamte Spielzeit mit regelmäßigen Konzerten in Leipzig, Magdeburg, Erfurt, Suhl und Weimar.

## Fernsehballett
Der MDR hatte die Federführung beim früheren MDR Fernsehballett, dem damals einzigen Fernsehballett Europas. Es war 1992 aus dem 1962 gebildeten DFF-Fernsehballett hervorgegangen und hatte zuletzt 18 Mitglieder.

## MDR-Sendeanlagen

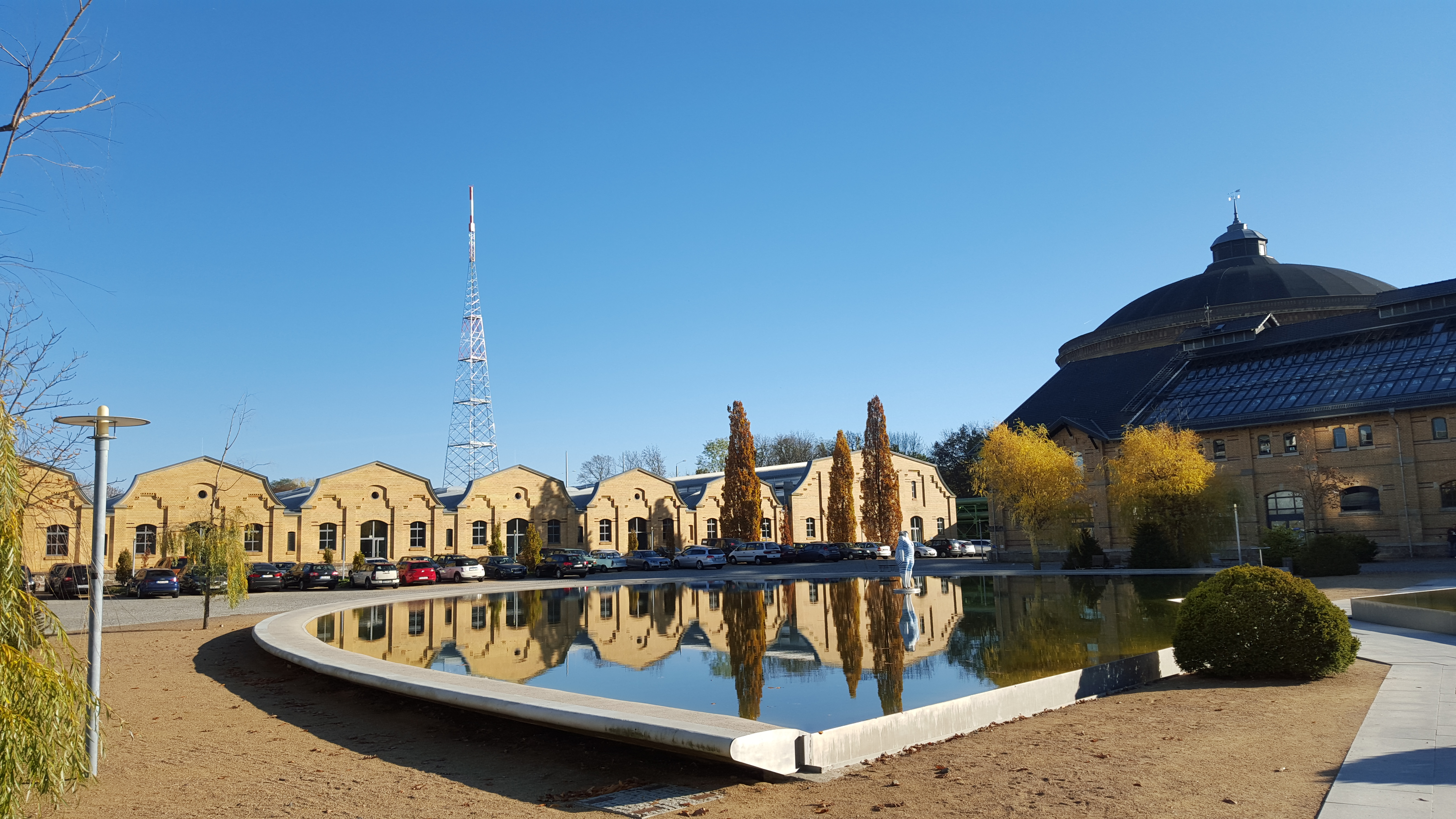
Sendemast u. a. für das terrestrische DVB-T2 in Leipzig

Der MDR besitzt kaum eigene Sendeanlagen; zur Verbreitung der Programme wurden bis 2017/2018 überwiegend von Media Broadcast betriebene Anlagen genutzt. Zwischen Dezember 2017 und Mitte 2018 fand die Umstellung auf die Anlagen der Divicon Media GmbH statt, welche die Ausschreibung aus dem Jahr 2017 gewonnen hatten. Ausnahmen sind UKW-Kleinsender der Studios in Halle und in Leipzig. Das DVB-T-Netz wurde seit 2008 im gesamten Sendegebiet des MDR ausgebaut.
Seit dem 17. März 2017 wird das Ballungsgebiet Leipzig/Halle mit dem neuen terrestrischen Standard DVB-T2 durch den 2015 errichteten Funkturm an der Zwickauer Straße, das mit 192 Metern höchste innerstädtische Bauwerk Leipzigs, versorgt.

## MDR Media GmbH
Die MDR Media GmbH (MDRM) ist eine 100-prozentige Tochtergesellschaft des MDR. Ihr Zuständigkeitsbereich liegt in der Vermarktung der Werbezeit der Fernseh- und Hörfunkprogramme des MDR. Sie wurde am 23. August 1991 als MDR-Werbung GmbH in Erfurt gegründet.

## Skandale
2000: Der MDR verlor 2,6 Millionen DM im Rahmen von Hochrisiko-Anleihen in Ecuador.
2001: Es wurde bekannt, dass mehrere z. T. meinungsbildende MDR-Moderatoren für die Staatssicherheit der DDR tätig waren, u. a. Sabine Hingst, Oliver Nix, Ingo Dubinski, Frank Liehr oder Horst Mempel.
2001: Der ungewöhnliche Vertrag mit Stephan Sulke, der 1992 ein Wohnungsbauprojekt für MDR-Mitarbeiter vermittelt hatte, wurde bekannt. Infolge des zwischenzeitlichen Wertverlusts durch die Immobilienkrise und nicht benötigte Überkapazitäten erlitt der MDR durch dieses Projekt einen Verlust von rund 7,3 Millionen DM.
2002: Der MDR verlor bilanziell 9,35 Millionen Euro durch den Wertverlust eines Investments in argentinische Staatsanleihen.
2005: Im Sommer wurde dem Sportchef Wilfried Mohren wegen Schleichwerbung zu Ungunsten des MDR fristlos gekündigt.
2009: Der Rechnungshof kritisierte den MDR wegen des Ankaufs von Wertpapieren, die im Verlauf der Finanzkrise an Wert verloren haben.
2010: Bei dem vom MDR federführend betriebenen und beaufsichtigten Kinderkanal (KiKa) hat der KiKa-Herstellungsleiter Marco Kirchhof mehr als 6,7 Millionen Euro veruntreut. Kirchhof wurde 2011 wegen Bestechlichkeit und Untreue zu einer Haftstrafe von 5 Jahren und 3 Monaten verurteilt. Schließlich wurde gegen insgesamt mehr als 20 Mitarbeiter und Partner des MDR ermittelt, die ungenügende Kontrollmechanismen im MDR ausgenutzt haben sollen. Der MDR ging von einer Gesamtschadenssumme von 9,66 Millionen Euro aus.
2011: MDR-Unterhaltungschef Udo Foht hat mehrfach Vorschüsse im mittleren sechsstelligen Bereich für MDR-Programme von TV-Produktionsfirmen eingefordert. Die Ermittlungsergebnisse blieben unter Verschluss, jedoch wurde Foth entlassen und der Arbeitsgerichtsprozess endete mit einem Vergleich. Im Jahr 2023 sprach das Landgericht Leipzig den inzwischen 72-Jährigen Foth wegen Betrugs in 13 Fällen sowie Bestechlichkeit für schuldig und verhängte eine Freiheitsstrafe von einem Jahr und drei Monaten, die zur Bewährung ausgesetzt wurde. Foth gestand im Prozess, dass er Geldgeber aus dem Showbusiness um Darlehen gebeten hatte, wobei er wusste, dass er das Geld nicht pünktlich würde zurückzahlen können.